# AEROS MH-1
Le AEROS MH-1 est un nanosatellite portugais en orbite autour de la Terre à une altitude d’environ 510 km. Lancé le 4 mars 2024 depuis la Vandenberg Space Force Base en Californie, il s'agit du deuxième satellite portugais envoyé dans l'espace, après le PoSAT-1.
Sa mission est la cartographie et l’observation des océans, avec un intérêt particulier pour la zone économique exclusive du Portugal dans l’océan Atlantique.

## Contexte et fonction
Le AEROS MH-1 a été lancé dans le but de cartographier et d'observer les océans de la planète Terre, avec un intérêt particulier pour l’océan Atlantique, où se trouve la zone économique exclusive du Portugal. Il s’agit du deuxième satellite portugais, après le PoSAT-1 lancé en 1993, et il est considéré comme une première étape vers l’objectif de faire du Portugal une « nation spatiale d’ici la fin des années 2020 ».
Les travaux sur le satellite ont commencé en 2020. Le projet représente un investissement de 2,78 millions d’euros, dont 1,88 million d’euros cofinancés par le Fonds européen de développement régional (FEDER). Son nom rend hommage à Manuel Heitor, ancien ministre portugais de la Science, de la Technologie et de l’Enseignement supérieur.

## Lancement
Le AEROS MH-1 a été lancé le 4 mars 2024 à 14h05 (heure du Pacifique) depuis la base de lancement de Vandenberg en Californie,, à bord du Falcon 9 de SpaceX, dans le cadre de la mission Transporter 10. Il s’agit du premier satellite portugais lancé dans l’espace depuis plus de trente ans.

## Conséquences
Le satellite orbite désormais à une altitude d’environ 510 km, légèrement au-dessus de la Station spatiale internationale. Les communications et la collecte de données sont assurées depuis l’île de Santa Maria dans les Açores.